# Communauté de communes Flandre Lys
La communauté de communes Flandre Lys (CCFL) est une communauté de communes française, située dans les départements du Nord (arrondissement de Dunkerque) et du Pas-de-Calais (arrondissement de Béthune), dans la région Hauts-de-France. Elle est créée le 30 décembre 1992 avec pour date d’effet le 30 décembre 1992. Son siège est situé dans la commune de La Gorgue. Elle regroupe 8 communes et totalise 39 935 habitants en 2021. Elle est localisée à cheval sur les départements du Nord et du Pas-de-Calais.

## Historique
- 31 décembre 1992 : Création de la Communauté de communes Flandre Lys par arrêté préfectoral.
- 13 mai 1993 : 4 communes : Estaires, Haverskerque, La Gorgue, Merville
- Décembre 1993 : Le Doulieu rejoint la CCFL
- 5 octobre 1995 : La commune du Doulieu quitte la CCFL
- 18 avril 2001 : Création du bureau et des commissions communautaires
- 1er janvier 2003 : Adhésion de trois communes du Pas-de-Calais : Fleurbaix, Laventie, Lestrem
- 1er janvier 2014 : Sailly-sur-la-Lys rejoint la CCFL

## Territoire communautaire

### Géographie
Cette communauté de communes qui regroupe quatre communes du département du Nord et quatre autres du Pas-de-Calais, est située en Flandre française ; elle est en fait limitrophe de l'Artois.

### Composition
La communauté de communes est composée des huit communes suivantes :

| Nom               | Code Insee | Gentilé        | Superficie (km2) | Population (dernière pop. légale) | Densité (hab./km2) |
| ----------------- | ---------- | -------------- | ---------------- | --------------------------------- | ------------------ |
| La Gorgue (siège) | 59268      | Gorguillons    | 15,03            | 5 553 (2022)                      | 369                |
| Estaires          | 59212      | Estairois      | 12,82            | 6 551 (2022)                      | 511                |
| Fleurbaix         | 62338      | Fleurbaisiens  | 12,86            | 2 944 (2022)                      | 229                |
| Haverskerque      | 59293      | Haverskerquois | 9,17             | 1 385 (2022)                      | 151                |
| Laventie          | 62491      | Laventinois    | 18,13            | 5 007 (2022)                      | 276                |
| Lestrem           | 62502      | Lestremois     | 21,15            | 5 041 (2022)                      | 238                |
| Merville          | 59400      | Mervillois     | 26,96            | 9 729 (2022)                      | 361                |
| Sailly-sur-la-Lys | 62736      | Saillisiens    | 9,7              | 3 932 (2022)                      | 405                |

### Démographie
| 1968   | 1975   | 1982   | 1990   | 1999   | 2006   | 2011   | 2016   | 2022   |
| ------ | ------ | ------ | ------ | ------ | ------ | ------ | ------ | ------ |
| 27 825 | 28 636 | 31 533 | 35 091 | 35 874 | 37 137 | 38 452 | 39 541 | 40 142 |

### Logement
En 2022, le nombre total de logements dans la communauté de communes était de 17 659, alors qu'il était de 16 686 en 2016 et de 15 468 en 2011
, soit une progression du nombre total de logements de 14,2 % depuis 2011.
Parmi ces 17 659 logements, 92,9 % étaient des résidences principales, (soit 16 401 logements), 0,8 % des résidences secondaires et 6,3 % des logements vacants. Ces logements étaient pour 88,1 % d'entre eux des maisons individuelles et pour 11,6 % des appartements.
Sur les 16 401 résidences principales, 70,7 % sont occupées par des propriétaires, 28,2 % par des locataires et 1,1 % par des personnes logées gratuitement.
Le tableau ci-dessous présente la typologie des logements dans la communauté de communes en 2022 en comparaison avec celle du Pas-de-Calais et de la France entière. Une caractéristique marquante du parc de logements est ainsi la faible proportion des résidences secondaires et logements occasionnels (0,8 %) par rapport au département (6,6 %) et à la France entière (9,7 %) ainsi que d'une proportion de logements vacants (6,3 %) inférieure à celle du département (7,2 %) et de la France entière (8 %).
| Typologie                                               | Communauté de communes | Pas-de-Calais | France entière |
| ------------------------------------------------------- | ---------------------- | ------------- | -------------- |
| Résidences principales (en %)                           | 92,9                   | 86,2          | 82,3           |
| Résidences secondaires et logements occasionnels (en %) | 0,8                    | 6,6           | 9,7            |
| Logements vacants (en %)                                | 6,3                    | 7,2           | 8              |

Le tableau ci-dessous présente le type de combustible principal utilisé dans les résidences principales ainsi que l'évolution des différents types de combustible entre 2011 et 2022.
| Type de combustible principal du logement | Communauté de communes | Communauté de communes | Communauté de communes | Pas-de-Calais 2022 |
| Type de combustible principal du logement | 2011                   | 2022                   | △                      | Pas-de-Calais 2022 |
| ----------------------------------------- | ---------------------- | ---------------------- | ---------------------- | ------------------ |
| Gaz de ville - réseau de chaleur          | 41,8 %                 | 42,7 %                 | 0,9                    | 51,7 %             |
| Fioul (mazout)                            | 11,3 %                 | 6,5 %                  | -4,8                   | 7,4 %              |
| Électricité                               | 29,7 %                 | 30,7 %                 | 1                      | 24,4 %             |
| Gaz en bouteilles ou en citerne           | 2,2 %                  | 1,4 %                  | -0,8                   | 1,0 %              |
| Autres (bois, solaire, géothermie, etc.)  | 15,0 %                 | 18,6 %                 | 3,6                    | 15,5 %             |

### Économie

#### Revenus de la population et fiscalité
En 2021, la communauté de communes compte 16 272 ménages fiscaux, regroupant 40 172 personnes.
En 2021, le revenu fiscal médian par ménage, le taux de pauvreté des ménages et la part des ménages fiscaux imposés de la communauté de communes, du département du Pas-de-Calais et de la métropole sont les suivants :
- le revenu fiscal médian par ménage de la communauté de communes est de 23 180 €, supérieur à celui du département du Pas-de-Calais (20 720 €) et supérieur à celui de la France métropolitaine (23 080 €)[Insee 8],[Insee 9],[Insee 10] ;
- le taux de pauvreté des ménages de la communauté de communes est de 10,8 %, inférieur à celui du département du Pas-de-Calais (18,4 %) et inférieur à celui de la métropole (14,9 %)[Insee 11],[Insee 12],[Insee 13] ;
- la part des ménages fiscaux imposés dans la communauté de communes est de 51,3 %, supérieure à celle du département du Pas-de-Calais (44,1 %) et inférieure à celle de la métropole (53,4 %)[Insee 8],[Insee 9],[Insee 10].

#### Emploi
|                       | 2011   | 2016   | 2022   |
| --------------------- | ------ | ------ | ------ |
| CC Flandre Lys        | 11,1 % | 12,0 % | 9,7 %  |
| Département           | 11,3 % | 13,7 % | 11,2 % |
| France métropolitaine | 11,6 % | 13,7 % | 11,7 % |

En 2022, la population âgée de 15 à 64 ans s'élève à 24 621 personnes, parmi lesquelles on compte 76,4 % d'actifs (69,0 % ayant un emploi et 7,4 % de chômeurs) et 23,6 % d'inactifs,. En 2022, le taux de chômage (au sens du recensement) des 15-64 ans est inférieur à celui du département et inférieur à celui de la France métropolitaine.
La communauté de communes compte 13 016 emplois en 2022, contre 12 075 en 2016 et 12 512 en 2011. Le nombre d'actifs ayant un emploi résidant dans la communauté de communes est de 17 137, soit un indicateur de concentration d'emploi de 76,0 et un taux d'activité parmi les 15 ans ou plus de 58,4 %.
Sur ces 17 137 actifs de 15 ans ou plus ayant un emploi, 13 879 travaillent dans la communauté de communes, soit 81,0 % des habitants. Pour se rendre au travail, 86,5 % des habitants de la communauté de communes utilisent une voiture, un camion ou une fourgonnette, 3,5 % les transports en commun, 6,2 % s'y rendent en deux-roues motorisé, à vélo ou à pied et 3,8 % n'ont pas besoin de transport (travail au domicile).

#### Entreprises et commerces

##### Activités hors agriculture
En 2022, 2 226 établissements marchands non agricoles sont économiquement actifsdans la  communauté de communes,,.
| Secteur d'activité                                                                                        | CC Flandre Lys | CC Flandre Lys | Département |
| Secteur d'activité                                                                                        | Nombre         | %              | %           |
| --- | -------------- | -------------- | ----------- |
| Ensemble                                                                                                  | 2 226          | 100 %          | (100 %)     |
| Industrie manufacturière, industries extractives et autres                                                | 153            | 6,9 %          | (5,3 %)     |
| Construction                                                                                              | 261            | 11,7 %         | (11,7 %)    |
| Commerce de gros et de détail, transports, hébergement et restauration                                    | 533            | 23,9 %         | (22,5 %)    |
| Information et communication                                                                              | 50             | 2,2 %          | (3,6 %)     |
| Activités financières et d'assurance                                                                      | 122            | 5,5 %          | (5,3 %)     |
| Activités immobilières                                                                                    | 103            | 4,6 %          | (5,7 %)     |
| Activités spécialisées, scientifiques et techniques et activités de services administratifs et de soutien | 358            | 16,1 %         | (20,2 %)    |
| Administration publique, enseignement, santé humaine et action sociale                                    | 387            | 17,4 %         | (15,8 %)    |
| Autres activités de services                                                                              | 259            | 11,6 %         | (9,9 %)     |

La répartition en pourcentage des différents secteurs d'activité de la commune est proche de celle du département.

#### Tourisme

##### Hôtellerie, camping et autres hébergements collectifs
Au 1er janvier 2025, la communauté de communes Flandre Lys dispose d'un hôtel pour une capacité de 44 chambres, d'aucun camping et d'aucun autre type d'hébergement collectif,.

## Administration

### Siège
Le siège de la communauté de communes est à La Gorgue , 500 rue de la Lys.

### Élus
La communauté de communes est administrée par son Conseil communautaire, composé de 42 conseillers représentant chacune des 8 communes membres.
Le conseil communautaire du 11 juillet 2020 a élu son nouveau président, Jacques Hurlus, maire de Lestrem, ainsi que son bureau pour le mandat 2020-2026, qui comprend les vice-présidents et 8 autres membres : 
Vice-présidents
1. Philippe Mahieu, maire de La Gorgue, chargé des finances, la mutualisation et le transfert de charges ;
2. Joël Duyck, maire de Merville, chargé de la voirie, des bâtiments, du chenil et des gens du voyage ;
3. Philippe Pruvost, Conseiller municipal de Lestrem, chargé du développement économique et des acquisitions foncières ;
4. Jocelyne Durut, maire d'Haverskerque, chargée du développement touristique, des voies douces, de la base nautique et du port Flandre Lys;
5. Geneviève Fermentel, adjointe au Maire de Laventie, chargée de l'habitat, des affaires sociales et du CIAS ;
6. François-Xavier Henneon, adjoint au Maire d'Estaires, chargé de la collecte des déchets ménagers et des relations avec le Smictom des Flandres ;
7. Michel Dehaene, élu d'Estaires, chargé de la culture ;
8. Jean-Claude Thorez, maire de Sailly-sur-la-Lys, chargé de l'environnement, de la transition écologique et de l'aménagement du territoire
9. Stéphanie Théron, élue de Fleurbaix, chargé de  la petite enfance, de la jeunesse, de la santé et du sport.

Autres membres ;
- Dorothée Bertrand, adjointe au Maire d'Estaires
- Aimé Delabre, Maire de Fleurbaix ;
- Philippe Blervaque, adjoint au Maire d'Haverskerque ;
- Michel Bodart, adjoint au Maire de La Gorgue ;
- Jean-Philippe Boonaert, maire de Laventie
- Anne Hiel, adjointe au Maire de Lestrem ;
- Hervé Morvan, adjoint au Maire de Merville ;
- Marie-Dominique De Swarte, adjointe au Maire de Sailly-sur-la-Lys[2].

Le bureau donne les orientations stratégiques de la CCFL et retient les dossiers qui seront présentés au conseil de communauté.
Le 11 juillet 2020, Jacques Hurlus, maire de Lestrem, est élu président de la CCFL.

### Liste des présidents
| Période      | Période      | Identité           | Étiquette    | Qualité                             |
| ------------ | ------------ | ------------------ | ------------ | ----------------------------------- |
| mai 1993     | mars 1994    | Gustave Lambriquet |              |                                     |
| mars 1994    | octobre 1995 | Jean-Marie Herman  |              | Maire du Doulieu (1983 → 1995)      |
| octobre 1995 | avril 2001   | Gérard Beun        | CDS          | Maire de La Gorgue (1971 → 2001)    |
| avril 2001   | avril 2008   | Hubert Bouquet     | SE           | Maire de Haverskerque (1989 → 2014) |
| avril 2008   | avril 2014   | Marc Delannoy      | DVG          | Maire de Lestrem (1989 → 2010)      |
| avril 2014   | juillet 2020 | Bruno Ficheux      | DVD puis UDI | Maire d'Estaires (2008 → 2025)      |
| juillet 2020 | En cours     | Jacques Hurlus     | DVD          | Maire de Lestrem (2010 → )          |

### Compétences
Gestion d'une redevance incitative d'enlèvement des ordures ménagères (REOM incitative) : tarif binomial (abonnement au service et enlèvements de conteneurs) et identique quel que soit le flux (ordures ménagères résiduelles ou tri : emballages recyclables, déchets verts, verre), gestion par la collectivité.

### Régime fiscal et budget
L'intercommunalité dispose d'une fiscalité additionnelle qui s'ajoute aux impôts locaux payés par les contribuables au bénéfice de la commune.

### Organismes de regroupement
Pays Cœur de Flandre
Le Pays Cœur de Flandre regroupe 41 communes dont 38 adhèrent à une communauté de communes. 
Ces communautés de communes sont au nombre de cinq :    
- Communauté de communes Flandre Lys
- Communauté de communes de l'Houtland
- Communauté de communes Monts de Flandre - Plaine de la Lys
- Communauté de communes du Pays des Géants
- Communauté de communes rurales des Monts de Flandres